# Ядерно-магнітний каротаж
Ядерно-магнітний каротаж — різновид каротажу свердловин.
Ядерно-магнітний каротаж базується на спостереженні за зміною електрорушійної сили, яка виникає в котушці зонда в результаті вільної прецесії протонів в імпульсному магнітному полі.